# 富良野車站
富良野車站（日语：／ Furano eki */?）是一由北海道旅客鐵道（JR北海道）與日本貨物鐵道（JR貨物）所共同經營的鐵路車站，位於日本北海道富良野市日之出町（日の出町），是幹線等級的根室本線與地方交通線富良野線的銜接車站，也是富良野線的終點站與所在地富良野市的主車站。在行政方面，富良野車站屬於JR北海道總社所直接管轄的車站之一。
富良野的站名來源於所在城市名，源自阿伊努語的「hura-nu-i」（發臭的地方）或「hura-nuy」（發臭的火焰），意指十勝山所產生的火山氣體與溫泉中所帶有的硫磺臭味。富良野車站在1900年初設時原名下富良野，目前的站名是在1942年起才改用的。

## 貨運車站
JR貨物所屬的富良野車站位於客運站西口的北側，設置有一面一線的貨櫃月台，主要是負責12呎貨櫃的裝卸工作。
在本站的裝卸貨品主要是洋蔥與馬鈴薯之類的農產品，因此運輸量會根據季節的差異而有大幅度變動，針對這狀況富良野車站與札幌貨物總站（札幌貨物ターミナル駅）間除了每日三班往返的卡車運輸之外，在農作物收穫期的秋冬季也會加發一日兩班往返的高速貨物列車。

## 車站
2面4線的島式月台的地面車站。沒有1號月台，月台編號由2號月台開始。

### 月台配置
| 月台 | 路線      | 目的地         |
| ---- | --------- | -------------- |
| 2、3 | ■根室本線 | 瀧川、札幌方向 |
| 4、5 | ■富良野線 | 美瑛、旭川方向 |

## 歷史
- 1900年8月1日：北海道官設鐵道十勝線的下富良野車站開始營業。一般車站。同時設置下富良野機車庫。
- 1901年9月3日：下富良野機車庫由落合機車庫下富良野派出所管轄。
- 1905年4月1日：轉移至國有鐵道管理。
- 1909年10月12日：制定路線名稱，本車站屬於釧路線（之後又陸續改編制至釧路本線與根室本線的沿線車站）。
- 1913年：

- 10月21日：落合機車庫下富良野派出所設置落合機車庫下富良野分庫。
- 11月10日：釧路本線本站至瀧川車站之間路段開始營業。經旭川車站的路線定名為富良野線。

- 1914年4月1日：廢除落合機車庫下富良野分庫。
- 1942年4月1日：改稱為富良野車站。
- 1981年10月1日：隨著石勝線開始通行，特急「大空」所有列車改為使用石勝線，而定期優等列車及急行「狩勝」開始往返本車站。
- 1985年3月14日：取消行李托運服務。
- 1986年11月1日：取消貨運服務。設置富良野貨櫃中心（富良野コンテナセンター），開始辦理一般公路貨運的代收服務。
- 1987年：

- 3月31日：再次開始車站的貨運服務，但僅有秋冬兩季會有貨運列車行駛。
- 4月1日：日本國鐵分割民營化後，本站經營由JR北海道及JR貨物繼承。其中富良野貨櫃中心由JR貨物繼承。

- 1990年9月1日：隨著急行「狩勝」降格為快速列車，本車站不再有定期優等列車行駛。
- 2006年4月1日：廢除富良野貨櫃中心，合併為富良野車站。
- 2024年4月1日：根室本線本站～新得站一段遭廢線。

## 車站周邊
位於富良野市的市中心。
- 國道38號
- 國道237號
- 富良野市政府
- 富良野警察署
- 富良野警察署車站前派出所
- 富良野郵政局（併設日本郵政富良野分店）
- 北海道勞動金庫富良野分店
- 旭川信月金庫富良野分店
- 北洋銀行富良野分店
- 北海道銀行富良野分店
- 富良野農業協同組合（JA富良野）總所
- 日本通運旭川分店富良野營運分店
- 北海道富良野高等學校
- 北海道富良野綠峰高等學校
- 來自北國資料館
- 富良野芝士工場
- 富良野體育公園
- 富良野寺
- 北海道社會事業協會富良野醫院
- 富良野看護專門學校學生宿舍

## 巴士路線
以下路線於「富良野車站前巴士總站」停靠及離開。
- 富良野巴士（ふらのバス）
  - 所有路線。
- 占冠村營巴士
  - 占冠、上雙珠別方向
- 北海道中央巴士
  - 高速富良野號（高速ふらの号）　札幌車站前巴士總站方向
- 道北巴士、北海道拓殖巴士、十勝巴士
  - North Liner號（ノースライナー）　帶廣車站前巴士總站方向

## 相鄰車站
北海道旅客鐵道（JR北海道）
■根室本線
■普通
野花南 (T28) - （島之下信號場） -  富良野 (T30)
■富良野線
■普通
中富良野 (F42) - （※）鹿討 (F43) - （※）學田 (F44) - 富良野 (T30)
（※）一部分列車通過學田站和／或鹿討站。

## 外部連結
- （日語）JR北海道富良野站 （页面存档备份，存于）
- （日語）富良野車站 （页面存档备份，存于）
- （日語）參觀全部車站之旅 （页面存档备份，存于）